# Chasmistes cujus
Chasmistes cujus es una especie de peces de la familia Catostomidae en el orden de los Cypriniformes.

## Morfología
• Los machos pueden llegar alcanzar los 67 cm de longitud total y 2.720 g de peso.

## Hábitat
Es un pez de agua dulce y de clima templado.

## Distribución geográfica
Se encuentran en Norteamérica: lagos  Pyramid y  Winnemucca en Nevada (Estados Unidos ).